# Сан Бјађо (Ријети)
Сан Бјађо је насеље у Италији у округу Ријети, региону Лацио.
Према процени из 2011. у насељу је живело 48 становника. Насеље се налази на надморској висини од 281 м.